# Stensjön (Vilhelmina socken, Lappland, 721149-148384)
Stensjön är en sjö i Vilhelmina kommun i Lappland och ingår i Ångermanälvens huvudavrinningsområde. Sjön har en area på 0,265 kvadratkilometer och ligger 531,9 meter över havet.

## Delavrinningsområde
Stensjön ingår i det delavrinningsområde (721367-148366) som SMHI kallar för Utloppet av Östra Marssjön. Medelhöjden är 610 meter över havet och ytan är 30,09 kvadratkilometer. Räknas de 4 avrinningsområdena uppströms in blir den ackumulerade arean 84,12 kvadratkilometer. Marsån som avvattnar avrinningsområdet har biflödesordning 2, vilket innebär att vattnet flödar genom totalt 2 vattendrag innan det når havet efter 355 kilometer. Avrinningsområdet består mestadels av skog (42 procent), sankmarker (19 procent) och kalfjäll (18 procent). Avrinningsområdet har 5,8 kvadratkilometer vattenytor vilket ger det en sjöprocent på 19,3 procent.